# Canale Milano-Cremona-Po
Il canale Milano-Cremona-Po era un canale navigabile che avrebbe dovuto collegare la città di Milano al fiume Po nei pressi di Cremona.
Il progetto del canale nacque agli inizi del XX secolo, a Cremona grazie agli studi del senatore Giovanni Cadolini e a Milano grazie all'interessamento del sindaco socialista Emilio Caldara (originario di Soresina). Nel 1917 il Comune di Milano approvò il progetto e stanziò i primi fondi, i lavori partirono subito, con alcune modifiche successive del progetto fra cui l'allargamento del canale. 
Tuttavia nel 1922 le mutate condizioni politiche portarono ad una interruzione dei lavori. L'anno successivo il Governo Mussolini sospese i lavori e sciolse le aziende portuali di Cremona e Milano.
Alcuni decenni dopo venne ricostituito un consorzio per la realizzazione del canale con la legge 1044 del 1941.
I lavori ebbero inizio nei primi anni sessanta ma si interruppero nel decennio successivo dopo aver completato solo la tratta di 13 km da Pizzighettone al porto di Cremona, con caratteristiche adatte alle navi della V classe CEMT.
Il porto di Milano sarebbe dovuto sorgere alla periferia sud-orientale, nella località ancor oggi detta "Porto di Mare".
Il consorzio fu infine sciolto il 31 dicembre 2000.